# Essom Silathiaye
Essom Silathiaye est un village du Sénégal situé en Basse-Casamance. Il fait partie de la communauté rurale de Djinaky, dans l'arrondissement de Kataba 1, le département de Bignona et la région de Ziguinchor.
Lors du dernier recensement (2002), le village comptait 665 habitants et 93 ménages.
Essom possède une forêt classée.